# Geoffrey Parker
Noel Geoffrey Parker (Nottingham, 25 dicembre 1943) è uno storico britannico, già docente presso l'Università di St. Andrews, l'Università dell'Illinois - Urbana-Champaign (1986-1993), e l'Università Yale (1993-1997). Attualmente ricopre la cattedra Andreas Dorpalen di storia presso l'Università statale dell'Ohio, per la quale lavora dal 1997.

## Carriera accademica e riconoscimenti
Parker è specializzato nella storia moderna dell'Europa occidentale, focalizzandosi in particolare sulla Spagna degli Asburgo e sulla storia militare in età moderna. Uno dei suoi lavori più conosciuti è Military Revolution: Military Innovation and the Rise of the West, 1500–1800, pubblicato dalla Cambridge University Press nel 1988. Argomento principale dell'opera è la cosiddetta Rivoluzione militare.
Parker ha conseguito i titoli accademici di BA, MA, PhD e Litt.D. presso l'università di Cambridge, nella quale ha avuto quale suo docente supervisore di dottorato lo storico Sir John Huxtable Elliott.
Parker è membro (fellow) della British Academy (FBA). È inoltre membro corrispondente della Royal Society di Edimburgo (FRSE).
Nel 2014 Parker ha ottenuto la British Academy Medal per il suo studio Global Crisis: War, Climate Change and Catastrophe in the Seventeenth Century.
Parker ha ottenuto diversi premi e riconoscimenti da vari paesi e istituzioni accademiche. Ha infatti ricevuto l'Ordine civile di Alfonso X il Saggio e l'Ordine di Isabella la Cattolica dal governo spagnolo. Ha inoltre ricevuto dottorati onorari dalla Katholieke Universiteit Brussel e dall'Università di Burgos.
Dal 1987 è membro corrispondente della Real Academia de la Historia. È inoltre membro della Real Academia Hispano Americana de Ciencias, Artes y Letras. Dal 2005 è membro della Koninklijke Nederlandse Akademie van Wetenschappen. Nel 2012 Parker è stato premiato con il Premio Dr A.H. Heineken per la storia dalla Koninklijke Nederlandse Akademie van Wetenschappen per i suoi importanti contributi nell'ambito della storia sociale, politica e militare dell'Europa nel periodo tra il 1500 ed il 1650, con particolare attenzione alla Spagna nel periodo del Siglo de Oro, alla figura di Filippo II di Spagna e alla rivolta dei Paesi Bassi, nonché per le sue ricerche sul ruolo del clima nell'influenzare la storia globale.
Nel 1999 Parker ha ricevuto il Samuel Eliot Morison Prize dalla Society for Military History.

## Opere
- Guide to the Archives of the Spanish Institutions in or concerned with the Netherlands (1556–1706). Brussels, 1971. (Archives et Bibliothèques de Belgique, numéro spécial 3).
- The Army of Flanders and the Spanish Road, 1567–1659: The Logistics of Spanish Victory and Defeat in the Low Countries' Wars. Cambridge University Press, 1972; II ed., 2004.
- Military Revolution, 1560–1660: A Myth?, The Journal of Modern History 48, no. 2 (giugno 1976): 195–214.
- The Dutch Revolt, London: Allen Lane, 1977.
- (con Angela Parker) European Soldiers, 1550–1650, Cambridge University Press, 1977.
- Un solo re, un solo impero. Filippo II di Spagna (Philip II, 1978), traduzione di J. Catalano, Collana Biblioteca Storica, Bologna, Il Mulino, 1985, ISBN 978-88-150-0816-9.
- (co-curatore con L.M. Smith)  La crisi del XVII secolo (The General Crisis of the Seventeenth Century, 1978), traduzione di M. Dagnino, ECIG, 1988, ISBN 978-88-754-5309-1. - II ed., 1997.
- Europe in Crisis, 1598–1648, Cornell University Press, 1979; II ed., 2001.
- Spain and the Netherlands: Ten Studies, Short Hills: Enslow Publishers, 1979.
- (curatore)  La Guerra dei Trent'anni (The Thirty Years' War, 1984), Collana Cultura e storia n.5, Milano, Vita e Pensiero, 1994, ISBN 978-88-343-2536-0.
- Geografia politica dell'Europa comunitaria (Western Geopolitical Thought in the Twentieth Century, 1985), Milano, Franco Angeli, 1990, ISBN 978-88-204-2939-3.
- (con Colin Martin) The Spanish Armada, New York: W.W. Norton, 1988.
- Why the Armada Failed. The Quarterly Journal of Military History 1, no. 1 (autunno 1988).
- Spain and the Netherlands, 1559–1659. Ten Studies, II ed., Fontana, 1990.
- (co-curatore) The Times History of the World, London, III ed., 1995.
- The Cambridge Illustrated History of Warfare: The Triumph of the West. Cambridge University Press, 1995 (edizione aggiornata e rivista nel 2008)
- La rivoluzione militare. Le innovazioni militari e il sorgere dell'Occidente (The Military Revolution: Military Innovation and the Rise of the West, 1500–1800, 1988), traduzione di G. Ceccarelli, Collana Biblioteca storica, Bologna, Il Mulino, 1990, ISBN 978-88-150-2449-7. - Ed. aggiornata e rivista (1996), trad. di G. Ceccarelli e N. Seri, Collana Biblioteca Storica, Il Mulino, 1999, ISBN 978-88-150-7186-6; Collana Storica paperbacks, Bologna, Il Mulino, 2014, ISBN 978-88-152-5297-5.
- (con Robert Cowley) The Reader's Companion to Military History. Boston: Houghton Mifflin, 1996.
- La grande strategia di Filippo II (The Grand Strategy of Philip II, 1998), traduzione di N. Puigdevall, Collana L'esperienza storica, Napoli, Edizioni Scientifiche Italiane, 2003, ISBN 978-88-495-0607-5.
- Empire, War and Faith in Early Modern Europe. London: Allen Lane, 2002.
- (curatore) The Cambridge History of Warfare. New York, Cambridge University Press, 2005 (edizione aggiornata e rivista nel 2020)
- Felipe II: La biografía definitiva. Barcelona: Editorial Planeta, 2010.
- Global Crisis: War, Climate Change and Catastrophe in the Seventeenth Century, New Haven and London: Yale University Press, 2013.
- Imprudent King: A New Life of Philip II, New Haven and London: Yale University Press, 2014.
- L'imperatore. Vita di Carlo V (Emperor: A New Life of Charles V, 2019), traduzione di Emanuela Braida, Collana Saggistica, Milano, Hoepli, 2021, ISBN 978-88-203-9747-0.